# È a questo punto che nasce il bisogno di fare storia
È a questo punto che nasce il bisogno di fare storia ist ein Dokumentar- und Essayfilm der Künstlerin und Filmemacherin Constanze Ruhm aus dem Jahr 2024. Er feierte auf dem Internationalen Filmfestival von Marseille seine Weltpremiere. Der Film wird hauptsächlich auf Filmfestivals und in Museen gezeigt. Er ist thematisch verbunden mit anderen Werken Ruhms aus den Bereichen Film und Kunst.

## Handlung
Zu Anfang des Films wird ein Zitat der napoletanischen feministischen Gruppe Le Nemesiache eingeblendet: „La memoria inizia con un mondo immaginato“ (deutsch: Die Erinnerung beginnt mit einer vorgestellten Welt).
Mithilfe von Texttafeln, Archivmaterial und in Spielszenen werden daraufhin wie in einem Archiv Frauen in Erinnerung gerufen: einerseits Mitglieder der radikal-feministischen Gruppe Rivolta Femminile (deutsch: weibliche Revolte), die in den 1960er und 1970er Jahren aktiv war. Erwähnt wird vor allem Carla Lonzi als eine der Gründerinnen, sowie die Künstlerinnen Suzanne Santoro und Stephanie Oursler. Der Film erinnert außerdem an die Fotografin Maria Grazia Chinese, die 1972 ein Treffen der Rivolta Femminile festhielt. Er erwähnt die Filmemacherinnen Adriana Monti und Annabella Miscuglio, das Collettivo femminista cinema aus Rom sowie Sappho, Artemisia Gentileschi und die venezianische Barockkomponistin Barbara Strozzi. Ein Archivfund mit u. a. Filmrollen, Briefen und Spiegelscherben im Keller des Frauenzentrums Casa Internazionale delle Donne in Trastevere spielt eine Rolle.

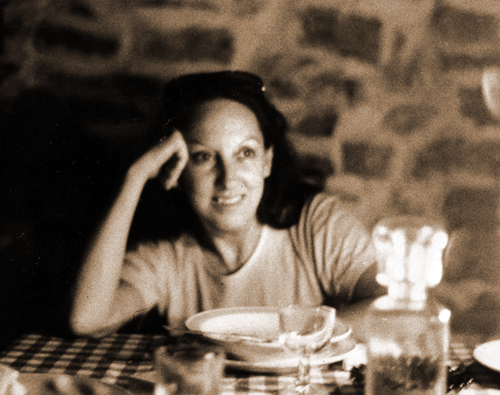
Eine der Protagonistinnen des Films: Carla Lonzi

Carla Lonzi recherchierte in ihren letzten Lebensjahren zu einer Gruppe von französischen Protofeministinnen namens „Les Précieuses“ (deutsch: Die Kostbaren). Ihr Werk dazu wurde erst 1992 posthum in dem Buch „Armande, sono io!“ veröffentlicht. Laut Texttafel stellen Autorin und Publikation einen Ausgangspunkt des Films dar.
Ein Leitmotiv des Films stellen zerbrochene Spiegel dar: So lautet der Untertitel des Films „Un film come uno specchio rotto“ (deutsch: ein Film wie ein zerbrochener Spiegel). In der ersten Szene des Films hält Suzanne Santoro einen Spiegel in die Kamera und blendet die Zuschauer damit. Aus dem Off erzählt die Stimme Constanze Ruhms, dass Carla Lonzi einst von „dunklen zersprungenen Spiegeln“ in einem römischen Palazzo inspiriert wurde. In einer der letzten Szenen fügen Frauenhände Scherben eines Spiegels zusammen.
In Spielszenen zwischen dem Archivmaterial trifft u. a. die Figur der Carla Lonzi in Palermo die Schauspielerin Armande, eine der „Precieuses“ aus dem 17. Jahrhundert. Laut Armande verband die Frauen eine spezielle Feindschaft mit Molière, der ihnen mit Die lächerlichen Preziösen ein satirisches Denkmal setzte. Eine der Darstellerinnen aus den Spielszenen ist Gemma Vannuzzi, die bereits in Ruhms letztem Film Gli appunti di Anna Azzori mitwirkte.
Dazwischen berichtet das fiktive „Radio Dafne“ von Gewalt gegen Frauen und von Femiziden.

## Rezeption und Einordnung ins Werk der Regisseurin
Das Filmfestival von Marseille beschreibt, wie È a questo punto... Figuren, Gruppen, Orte und Veröffentlichungen der Vergangenheit und der Gegenwart miteinander verwebt. Dadurch entstehe eine Hommage an die Vergangenheit und zugleich ein Aufruf, einstmals Begonnenes weiterzuführen und zu teilen. Der Film habe Gemeinsamkeiten mit Ruhms letztem Film, Gli appunti di Anna Azzori. In diesem Film aus dem Jahr 2020 reist ebenfalls eine Filmfigur durch die Geschichte, und es spielen ebenfalls Archive und die italienische Frauenbewegung eine Rolle.
Das italienische Onlineportal „Cinema Austriaco“ weist auf Constanze Ruhms Ausstellung Come una Pupilla al Variare della Luce (2023, Österreichische Galerie Belvedere) hin, die sich ebenfalls den Protagonistinnen des Films widmete. Diese Ausstellung gehört zu einem Werkszyklus, der parallel zu den Dreharbeiten entstand und zu dem weitere Installationen und grafische Arbeiten gehören.
Die Birkbeck University erwähnt in einer Besprechung des Films Constanze Ruhms langjährige Beschäftigung mit der italienischen Frauenbewegung.

## Veröffentlichung
Der Film befindet sich im Verleih von Sixpackfilm. Er wurde bisher hauptsächlich auf Film- und Kunstfestivals gezeigt, neben Marseille waren das z. B. ein Festival der Villa Medici in Rom, das Pravo Ljudski Festival in Sarajevo, das She Makes Noise Festival in Madrid, das Festival dei Popoli in Florenz, die Diagonale in Graz, das Festival Image Ouverte in Paris sowie das DOK.fest in München. Außerdem gab es eine Vorstellung im Wiener Mumok.